# Bardylis I
Bardylis I was een Illyrische koning.
Hij was stamvader van de eerste Illyrische dynastie. Hij verenigde vele zuidelijke Illyrische stammen onder zijn rijk en versloeg de Macedoniërs en Molossers verschillende keren, breidde zijn heerschappij over Opper-Macedonië en Lynkestis uit en regeerde over Macedonië. Bardylis leidde ook invallen op Epirus, maar zijn soldaten werden uiteindelijk uit de regio verdreven. Bardylis I had twee kinderen: zoon Cleitus, die hem zou opvolgen als koning van Illyrië en dochter Audata, gemalin van Philippus II van Macedonië.